# گیرنده مغناطیس

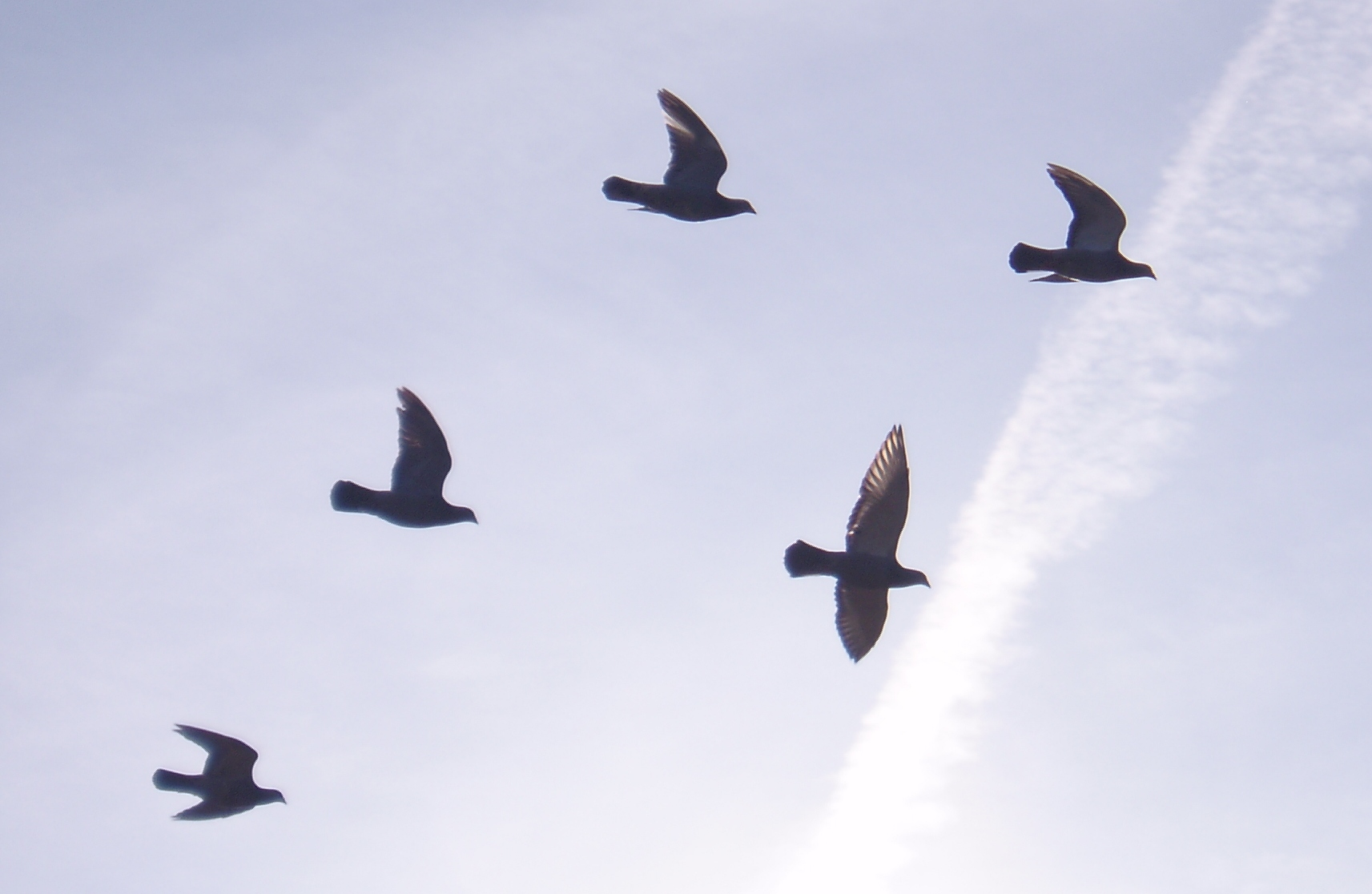
کبوتر خانگی می‌تواند با استفاده از توانایی درک میدان مغناطیسی زمین و نشانه‌های دیگر مسیر خود را ناوبری کند

گیرنده مغناطیس یا برداشت مغناطیسی (به انگلیسی: Magnetoreception) و همچنین درک مگنت حسی است که با آن یک ارگانیسم توانایی درک و تشخیص وجود یک میدان مغناطیسی را در پیرامون خود پیدا می‌کند تا بتواند جهت، ارتفاع یا موقعیت مکان را درک کند. طیف گسترده‌ای از جانوران از این حالت حسی برای جهت‌یابی و ناوبری استفاده می‌کنند و از آن به عنوان روشی برای ایجاد نقشه‌های منطقه‌ای برای جانوران استفاده می‌شود. در پیمایش و ناوبری، برداشت مغناطیسی با تشخیص میدان مغناطیسی زمین سروکار دارد.
توانایی برداشت مغناطیسی در باکتریها، بندپایان، نرم‌تنان و اعضای همهٔ گروه‌های اصلی طبقه‌بندی مهره‌داران وجود دارد. تصور نمی‌شود که انسان حس مغناطیسی دارد، اما پروتئین (کریپتوکروم) در چشم انسان وجود دارد که می‌تواند به این عملکرد کمک کند.

## سازوکار‌های پیشنهادشده

### در باکتری‌ها
باکتری‌های مغناطیسی دسته‌ای از باکتری‌ها هستند که در جهت استفاده از میدان‌های مغناطیسی شناخته می‌شوند. این باکتری‌ها یک پدیدهٔ رفتاری را نشان می‌دهند که به عنوان مگنتوتاکسی شناخته می‌شود و این همان نحوه جهت‌گیری خود باکتری و مهاجرت در جهتی در امتداد خطوط میدان مغناطیسی زمین است. این باکتری‌ها حاوی مگنتوزوم هستند که ذراتی به اندازه نانومتر مگنتیت یا سولفید آهن هستند که در باخته‌های باکتری محصور شده‌اند. مگنتوزوم‌ها توسط غشایی تشکیل شده از فسفولیپیدها و اسیدهای چرب احاطه شده‌اند و حداقل حاوی ۲۰ پروتئین مختلف هستند. مگنتوزوم‌ها به صورت زنجیره‌ای تشکیل می‌شوند که لحظه‌های مغناطیسی هر مگنتوزوم به‌طور موازی با هم تراز می‌شوند و باعث می‌شوند یاخته‌های باکتری اساساً به عنوان دوقطبی‌های مغناطیسی با ویژگی‌های مغناطیسی دایم عمل کنند.

### در جانوران

#### رمزنگاری‌ها
برای جانوران مکانیسم برداشت مغناطیسی ناشناخته مانده‌است، اما دو فرضیهٔ اصلی برای توضیح این پدیده وجود دارد.
برابر یک مدل، جذب مغناطیسی از طریق مکانیسم جفت رادیکال امکان‌پذیر است. مکانیسم جفت رادیکال در شیمی چرخش کاملاً اثبات‌شده‌است و گمان می‌رود که در سال ۱۹۷۸ توسط شولتن و همکارانش از مغناطیس استفاده شده‌باشد. در سال ۲۰۰۰، کریپتوکروم به عنوان «مولکول مغناطیسی» پیشنهاد شد، و بر پایه این تئوری، این می‌تواند جفت‌های رادیکالی حساس مغناطیسی را در خود جای‌دهد. کریپتوکروم، یک فلاوپروتئین موجود در چشم رابین اروپایی و سایر گونه‌های جانوری، تنها پروتئین شناخته شده برای تشکیل جفت‌های رادیکال ناشی از عکس در حیوانات است. عملکرد کریپتوکروم در گونه‌های مختلف متنوع است، با این حال، القای عکس جفت‌های رادیکال با قرار گرفتن در معرض نور آبی رخ می‌دهد، که الکترون را در یک کروموفور تحریک می‌کند. میدان مغناطیسی زمین فقط ۰٫۵ گاوس است و مکانیسم جفت رادیکال تنها راهی قابل قبول است که میدان‌های مغناطیسی ضعیف می‌توانند بر تغییرهای شیمیایی تأثیر بگذارند. [۱۰] بنابراین تصور می‌شود کریپتوکروم‌ها برای توانایی وابسته به نور مگس میوه Drosophila melanogaster در احساس میدان‌های مغناطیسی ضروری است.

### مبتنی بر آهن
مدل پیشنهادی دوم برای جذب مغناطیسی به خوشه‌های متشکل از آهن، یک مادهٔ معدنی طبیعی با ویژگی مغناطیس قوی متکی است. این ایدهٔ مطلوبی است زیرا در توانایی جذب مغناطیسی باکتری‌های مغناطیسی افزایش می‌یابد. این خوشه‌های آهن نه تنها عمدتاً در کبوترها در منقار بالایی مشاهده می‌شوند، بلکه در سایر گونه‌ها نیز مشاهده می‌شود.
این خوشه‌های آهن در دو نوع ترکیبی مشاهده شده‌اند: مگنتیت (Fe3O4) و مگمیت (γ-Fe2O3). باور کنونی بر این است که هر دو از نظر مغناطیسی، به ویژه برای حس نقشه مغناطیسی، نقشی دارند. همچنین گمان می‌رود که این غلظت‌ها به سیستم عصبی مرکزی متصل می‌شوند و یک سیستم سنجش را تشکیل می‌دهند. تحقیقات بر روی غلظت‌های مگنتیت متمرکز شده‌است، با این حال، نشان داده شده‌است که مگنتیت به تنهایی در یاخته‌های عصبی حساس به مغناطیس موجود نیست.
مگمیت در ساختارهای پلاکت مانند متمرکز در امتداد دندریت‌های حسی منقار فوقانی، به‌طور مداوم در مقیاس نانو مشاهده شده‌است. اکسیدهای آهن در مقیاس نانو در طول بیش از ۵۰ نانومتر به‌طور دائمی مغناطیسی می‌شوند و در طول کمتر از ۵۰ نانومتر مغناطیسی می‌شوند. sense. از آن‌جا که این پلاکت‌ها در مجموعه‌های ۵–۱۰ مشاهده شده‌اند، این تغییرهای مغناطیسی موضعی باعث ایجاد یک واکنش مکانیکی در امتداد غشای یاختهٔ عصبی شده و منجر به تغییر غلظت یون می‌شود. اعتقاد بر این است که این غلظت یون، با توجه به سایر خوشه‌های دندریت، حس مغناطیسی را تشکیل می‌دهد.